# 山口県道299号萩港線
山口県道299号萩港線（やまぐちけんどう299ごう はぎこうせん）は、山口県萩市を通る一般県道である。

## 概要
萩港から萩市大字土原（ひじわら）の国道191号に至る。

### 路線データ
- 起点：萩市大字東浜崎町（萩港）
- 終点：萩市大字土原（萩橋西詰交差点、国道191号交点）

## 歴史
- 1965年（昭和40年）4月1日 - 山口県告示第214号により認定される。
- 1972年（昭和47年）頃 - 現行の県道番号に変更される。

## 路線状況

### 道路施設

#### 橋梁
- 港橋（新堀川、萩市）

## 地理

### 通過する自治体
- 萩市

### 交差する道路
| 交差する道路 | 交差する場所         | 交差する場所          |
| ------------ | -------------------- | --------------------- |
| 国道191号    | 大字土原（ひじわら） | 萩橋西詰交差点 / 終点 |

### 沿線
- 萩港 - 見島などの萩市に属する離島への旅客船の発着する港。
- 松本川（阿武川支流）
- 旧萩藩御船倉